# Diaugasma epicharta
Diaugasma epicharta é uma espécie de gastrópode do gênero Daphnella, pertencente a família Raphitomidae.